# 闵可夫斯基图
閔可夫斯基圖（Minkowski diagram）是一種時空圖（spacetime diagram），用以表示閔可夫斯基時空的事件的坐標。它是一種理解狹義相對論現象的工具。
在四維的坐標系，以時間乘以光速（ct）為其中一軸，稱之為時間軸；其他的x軸、y軸、z軸，稱之為空間軸。在這四維時空上的每一點，都代表一個事件E。對應特定的慣性參考系，E發生的時間和地點(ct,x,y,z)。
每個質點在時空的活動都可以在時空圖上以連續的曲線表示，稱為世界線。
例如，在直角坐標系上，若質點均速運動，{\displaystyle x(t)=vt}，它的世界線便是一條穿過原點、斜率為{\displaystyle v/c}的直線(斜率是关于时间轴ct轴的，而非x轴)。若質點是簡諧運動，{\displaystyle x(t)=\sin \omega t} ，它的世界線便會一條沿時間軸變化的正弦曲線。
（為了方便在平面上表示，下面的閔可夫斯基圖多數只有時間軸和一條空間軸x軸。）

## 坐標轉換
對應慣性參考系O，它在一閔可夫斯基圖為直角坐標系。若另一個慣性參考系O'對應O以均速{\displaystyle u}沿x方向行進，則有慣性坐標系O'，x'軸跟x軸的夾角等於{\displaystyle ct'}軸和{\displaystyle ct}軸的夾角，夾角{\displaystyle \alpha =\arctan(u/c)}。
若事件E在直角坐標系O的坐標為(ct, x)，量度E在O'的坐標時，長度需除以 {\displaystyle {\sqrt {\frac {1+\beta ^{2}}{1-\beta ^{2}}}}}。這個長度的變化是因為兩個坐標系原時的不同。

## 光錐
若有一道光經過(0,0,0,0)，它所有可能的世界線是兩個圓錐面，圓錐的頂角是90°，一個在{\displaystyle ct\leq 0}（未來），另一個在{\displaystyle ct\geq 0}（過去），稱為光錐。圓錐面將平面分成五部分
- 未來光錐內的點（表示的事件），與原點是類空的；
- 過去光錐內的點，與原點是類空的；
- 光錐外的點（有{\displaystyle x\leq 0,x\geq 0}兩邊），與原點是類時的；
- 在光錐上的點，是類光的。

## 空間收縮

空間收縮

考察一條原長為L的木棒，在閔可夫斯基圖畫出棒端和棒末的軌跡。兩點的軌跡是平行直線。
從圖中可見，若觀察者A與棒之間有相對速度，A量度棒的長度，從一個與棒相對速度為0的觀察者的慣性系（即棒的體慣性系）看來，對方量度棒端和棒末的時間不同。經過計算（要記得在不同慣性系在圖中的單位長度不同），便可知道棒的長度，在體慣性系量度得的長度是最大，其他慣性系的觀察者都會量得L' < L，即有空間收縮。
時空圖的其他應用可參見雙生子佯謬。